# József Tuncsik
József Tuncsik (ur. 23 września 1949 w Debreczynie) – węgierski judoka.
Na Igrzyskach Olimpijskich w Montrealu w 1976 zdobył brązowy medal w wadze lekkiej (wraz z Włochem Felice Marianim). Ma w swoim dorobku również dwa medale mistrzostw Europy: złoty (1976) i brązowy (1978). Pięciokrotnie był mistrzem Węgier (1972, 1973, 1974, 1975, 1977).